# Northern Amateur Football League
La Northern Amateur Football League, anche conosciuta come Northern Amateur League o come Amateur League, è un campionato nordirlandese di calcio composto da 4 divisioni.

## Squadre 2019-2020
| Premier Division - Crumlin Utd - Ballynahinch Olympic - Ards Rangers - East Belfast - Rathfriland Rangers - Crumlin Star - Drumaness Mills - Immaculata - Islandmagee - Killyleagh Youth - First Bangor Old Boys - Larne Technical Old Boys - Derriaghy - Shankill Utd | Division 1A - Abbey Villa - Albert Foundry - Comber Rec - Dromara Village - Downpatrick - Sirocco Works - Dunmurry Recreation - Malachians - Lisburn Rangers - Orangefield Old Boys - Newcastle FC - Rosario Youth Club - Grove United - Kilmore Rec | Division 1B - Aquinas - Ballywalter Rec - Dunmurry - St Lukes - 18th Newtownabbey - Bangor Amateurs - Barn Utd - Downshire - Bryansburn Rangers - Portaferry Rovers - Dundonald - Colin Valley - Mossley - Ballynahinch United | Division 1C - Rosemount Rec - Greenisland - St Oliver Plunkett - Woodvale - Holywood - Saintfield United - Tullycarnet - Suffolk - Bloomfield - Shorts - Wellington Rec - Iveagh United - Bangor Swifts |